# Brasles
Brasles ist eine französische Gemeinde  mit 1.711 Einwohnern (Stand: 1. Januar 2022) im Département Aisne in der Region Hauts-de-France. Sie gehört zum Arrondissement Château-Thierry, zum Kanton Château-Thierry und zum Gemeindeverband Région de Château-Thierry. Die Einwohner werden Braslois genannt.

## Geografie
Die Gemeinde Brasles liegt als östlicher Vorort der Stadt Château-Thierry an der Marne, 50 Kilometer westsüdwestlich von Reims und 82 Kilometer ostnordöstlich von Paris. Umgeben wird Brasles von den Nachbargemeinden Verdilly im Norden, Gland im Osten, Blesmes im Südosten, Chierry im Süden sowie Château-Thierry im Westen.

## Bevölkerungsentwicklung
| Jahr                       | 1962 | 1968 | 1975 | 1982 | 1990 | 1999 | 2006 | 2013 | 2021 |
| Einwohner                  | 914  | 1031 | 1005 | 1208 | 1206 | 1236 | 1260 | 1397 | 1635 |
| Quellen: Cassini und INSEE |      |      |      |      |      |      |      |      |      |

## Sehenswürdigkeiten

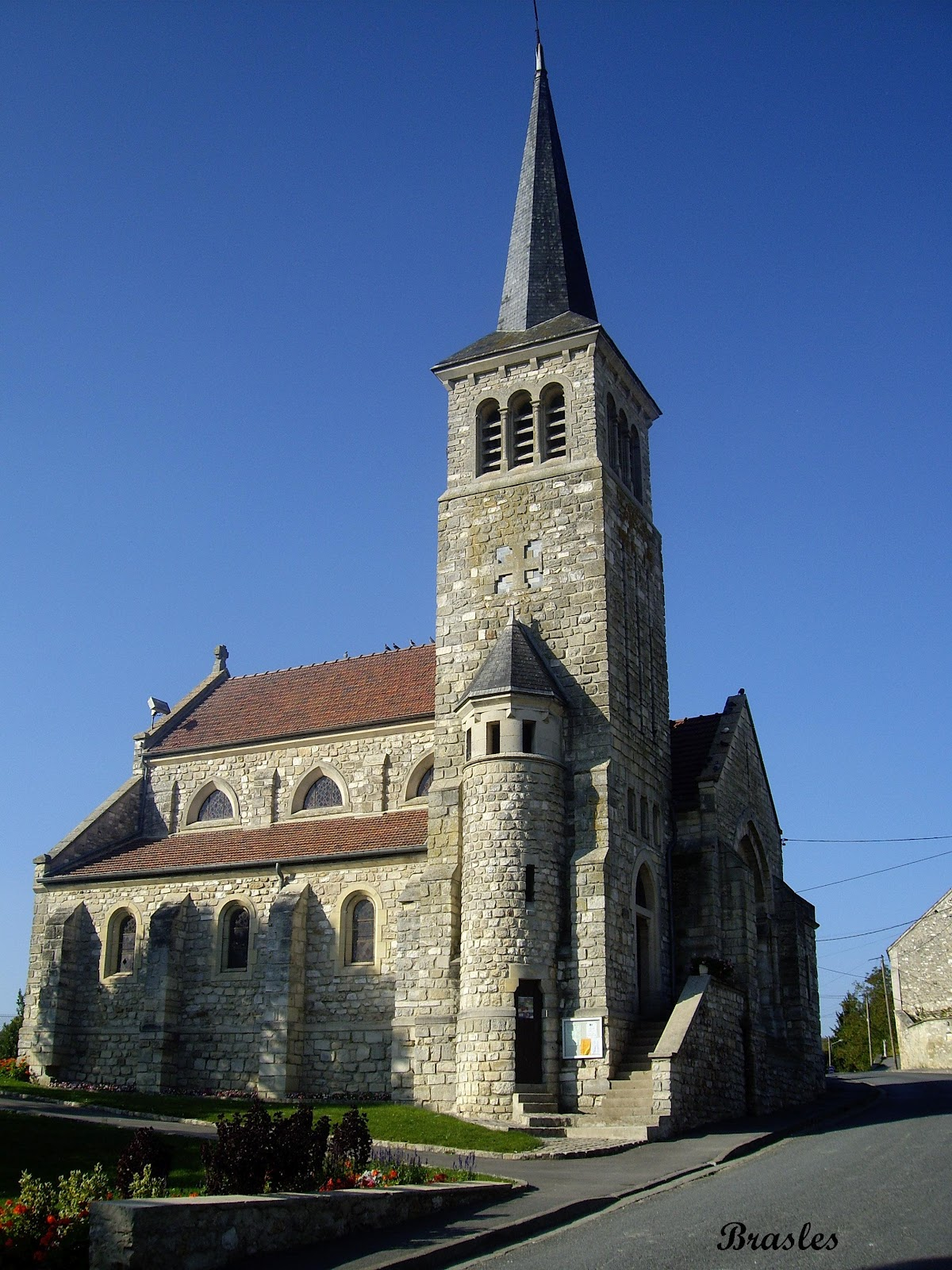
Kirche Saint-Quentin

- Kirche Saint-Quentin
- zwei Lavoirs

## Weinbau
Brasles gehört, obwohl außerhalb der Region gelegen, zum Weinbaugebiet der Champagne.

## Persönlichkeiten
- Jacques Krabal (* 1948), Politiker, Bürgermeister von Brasles von 1983 bis 2008